# Rangos e insignias del Partido Nacionalsocialista Obrero Alemán

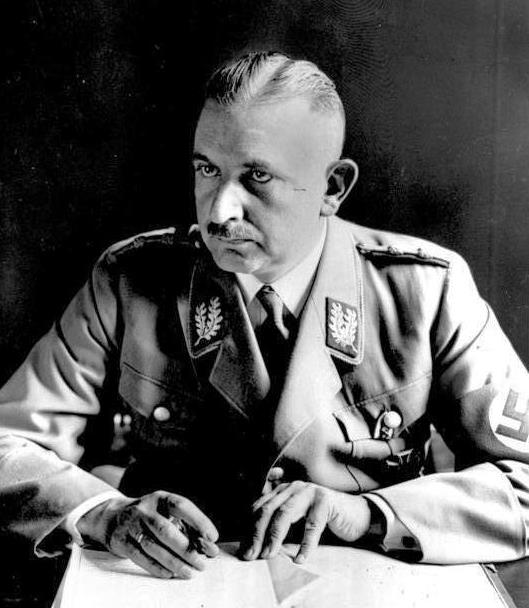
El Gauleiter Bernhard Rust llevaba una guerrera o blusa del Partido Nacionalsocialista Obrero Alemán de mediados de la década de 1930 con galones o presillas de hombros y emblemas de cuello o solapa.

Los rangos e insignias del Partido Nacionalsocialista Obrero Alemán eran títulos jerárquicos utilizados por el partido nazi (NSDAP) desde aproximadamente 1928 hasta la caída del Tercer Reich en 1945. Dichos rangos se mantuvieron dentro del cuerpo de líderes políticos del partido, encargado de la supervisión de los miembros regulares del Partido Nacionalsocialista.
El primer propósito de los rangos políticos del Partido Nacionalsocialista fue proporcionar posiciones de liderazgo en los distritos electorales durante los años en que los nacionalsocialistas intentaban llegar al poder en Alemania. Después de 1933, cuando se estableció el Tercer Reich, los rangos del partido  desempeñaron un papel mucho más importante existiendo como una cadena de mando política que operaba paralelamente, aunque vinculada al gobierno alemán.
Contrariamente a las percepciones modernas del cine con respecto al Partido Nacionalsocialista, que a menudo retrata a todos los miembros del partido con camisas marrones con brazaletes con la esvástica, los rangos y títulos NS solo fueron utilizados por una pequeña minoría dentro del partido, siendo este el cuerpo de líderes políticos. Los miembros regulares del Partido Nazi, sin relación con el liderazgo político, a menudo no llevaban uniformes, excepto una insignia estándar del Partido Nazi emitida a todos los miembros (también existía una versión dorada de esta insignia para los primeros miembros del Partido Nazi).
La historia de los rangos e insignias del NSDAP se puede dividir en los rangos utilizados durante varios períodos de tiempo diferentes, así como las posiciones que ocuparon los nacionalsocialistas que fueron, por defecto, los líderes supremos del Partido, independientemente del título que eligiesen para denominarse a sí mismos.

## Primeros títulos del Partido Nacionalsocialista
Los primeros títulos utilizados por el Partido Nazi estaban muy alejados de sus contrapartes de la década de 1930 y la Segunda Guerra Mundial. Entre 1921 y 1923, considerado el primer período de tiempo en el que existió el Partido Nazi, los miembros regulares del partido no utilizaron títulos o rangos, aunque varios miembros optaron por usar uniformes de la Primera Guerra Mundial en las reuniones del partido. Cuando Adolf Hitler reemplazó a Anton Drexler como líder del Partido Nazi, Hitler comenzó a llamarse a sí mismo por el título de Führer (Líder), estableciendo así los primeros títulos formales del Partido Nacionalsocialista. Poco después se creó un puesto de Delegado del Führer (Stellvertreter des Führers), ocupado por Rudolf Hess, así como algunos títulos administrativos como Secretario del Partido y Tesorero del Partido, que se habían convertido en títulos formales en el momento del fallido Putsch de Múnich en noviembre de 1923.
El Partido Nacionalsocialista estuvo disuelto entre 1923 y 1925, pero al regresar se publicaron los primeros reglamentos de uniformes e insignias, aunque para el grupo militar del NSDAP, las Sturmabteilung (SA). Estas regulaciones tempranas crearon algunos de los títulos militares más antiguos utilizados por los NS, entre ellos el de Gruppenführer y Oberführer, con el rango y archivo regular de las SA conocido por el título de Mann. Estos títulos se limitaron a las SA, mientras que el resto del Partido Nacionalsocialista aún no tenía rangos e insignias anteriores, a excepción de los títulos utilizados por los líderes más importantes, como Hitler.
Entre 1925 y 1929, se hizo común que los nacionalsocialistas usaran uniformes de tipo militar creados e improvisados por ellos mismos en los mítines del Partido y durante este tiempo las SA expandieron su propio sistema de insignias al igual que lo hicieron las SS (Schutzstaffel), que había comenzado a aparecer como una fuerza dentro del Partido. A medida que los nacionalsocialistas obtuvieron más apoyo en toda Alemania y se mudaron de su base de poder en Múnich, las células políticas regionales comenzaron a aparecer en ciudades tan importantes como Stuttgart, Berlín y Heidelberg. Estos "nacionalsocialistas locales" a menudo adoptaban sus propios uniformes y títulos con poca estandarización de los principales nacionalsocialistas operados desde Múnich.

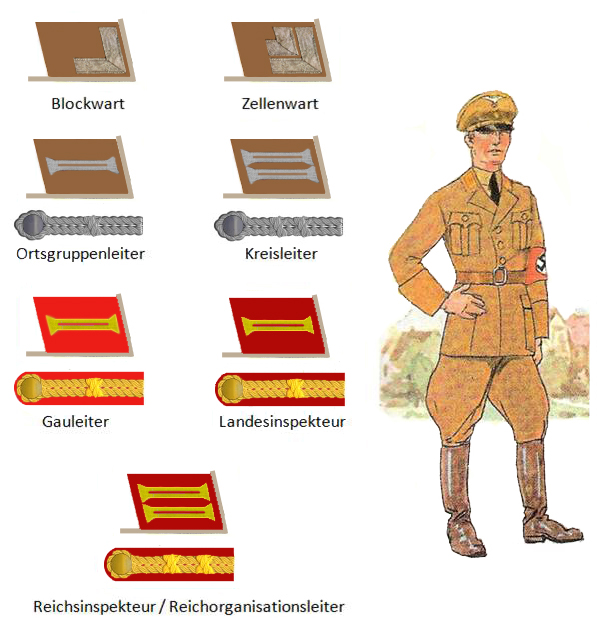
Primeros rangos del Partido Nacionalsocialista, incluido el galón o presilla de la hombrera introducida en 1932.

Las primeras regulaciones formales de rangos e insignias del Partido se publicaron en 1930, aunque la estandarización en todo el Partido Nacionalsocialista no se produjo hasta 1932. Incluso entonces tuvo un éxito limitado ya que los líderes regionales, muy alejados de Hitler en Múnich, a menudo dedicaban poco esfuerzo a hacer cumplir las directrices de uniforme y, en algunos casos, las ignoraron. Las primeras regulaciones exigían que el Partido Nacionalsocialista se dividiera en dos niveles: el Politische Leitung (liderazgo político) y la Partei Mitglieder (Membresía del Partido) con líderes políticos que adoptaron uniformes e insignias estándar. Hitler y su séquito mayor en realidad no estaban incluidos en las regulaciones de uniformes, y continuaron vistiendo uniformes propios de su elección sin insignias especiales. Los grupos militares del NSDAP, como las SA y las SS, también en este momento tenían sus propios reglamentos de uniformes e insignias separadas de las principales del Partido Nacionalsocialista.
Los primeros rangos formales del Partido Nacionalsocialista fueron por lo tanto los siguientes:
- Blockleiter (Líder de Bloque)
- Zellenleiter (Líder de Célula)
- Ortsgruppenleiter (Líder del Grupo Local)
- Kreisleiter (Líder del Condado)
- Gauleiter (Líder Regional)
- Landesinspekteur (Inspector Estatal)
- Reichsinspekteur (Inspector Nacional)

Un rango más alto, el de Reichsorganisationsleiter (Líder de Organización Nacional) fue creado para el inspector más importante del Reich del Partido Nazi. El rango especial no conllevaba ninguna otra insignia adicional a la usada por el rango regular del Reichsinspekteur.
Para 1932, las regulaciones de uniformes del Partido Nacionalsocialista habían incluido una serie de hombreras o presillas trenzadas para usar junto con los emblemas de cuello. El siguiente cambio importante en los uniformes ocurriría en 1934, un año después de que los nacionalsocialistas hubieran llegado al poder en Alemania.

## Posiciones políticas de la Alemania nazi
En 1933, el Partido Nacionalsocialista Obrero Alemán tomó el poder nacional en Alemania y comenzó un proceso conocido como Gleichschaltung para fusionar completamente el gobierno civil de Alemania con el liderazgo político del llamado Tercer Reich. Después de la Noche de los cuchillos largos en 1934, el Partido Nacionalsocialista experimentó una importante reorganización como preludio para que los miembros del liderazgo NS fusionaran sus propias posiciones con establecimientos gubernamentales locales, estatales y federales.
El primer paso en este proceso fue dividir al Partido en varios "niveles", que fueron diseñados para actuar independientemente unos de otros. Estos niveles a su vez fueron:
- Ortsgruppen (nivel local - ciudades y pueblos alemanes)
- Kreisleitung (nivel de distrito - condados alemanes)
- Gauleitung (nivel regional - estados alemanes y sus provincias)
- Reichsleitung (nivel nacional - nación alemana)

Los líderes políticos del Partido Nacionalsocialista debían elegir un nivel en el cual harían una carrera. Cada nivel del Partido Nazi era autónomo y separado de otros niveles. Si bien, en teoría, esto tenía la intención de evitar el conflicto jurisdiccional, el resultado fue que los líderes de nivel ignoraron los deseos de los demás y, en algunos casos, entraron en conflicto directo. Hitler y los principales líderes NS también estaban "fuera de la cadena", dando órdenes a todos los niveles simultáneamente, y a veces, diferentes niveles de partido recibieron órdenes para realizar la misma tarea. Esto causó altos niveles de lucha interna y apuñalamiento en los círculos de liderazgo, hasta tal punto que se tuvieron que introducir regulaciones que impidieran que los oficiales sustituyeran a sus propios superiores y desalentaran a los subordinados de sabotear intencionalmente a sus líderes.
Los nuevos niveles del Partido Nacionalsocialista exigían varios rangos nuevos y los títulos del NSDAP fueron revisados con varios puestos nuevos. Algunas posiciones se duplicaron en cada nivel del Partido, mientras que otras fueron exclusivas del nivel local, del condado, estatal o nacional. Los nacionalsocialistas también crearon un rango político supremo, conocido como Reichsleiter, considerado el rango más alto tanto en el nivel Reichsleitung (nacional) como en el rango político más importante en el partido al lado del propio Hitler.

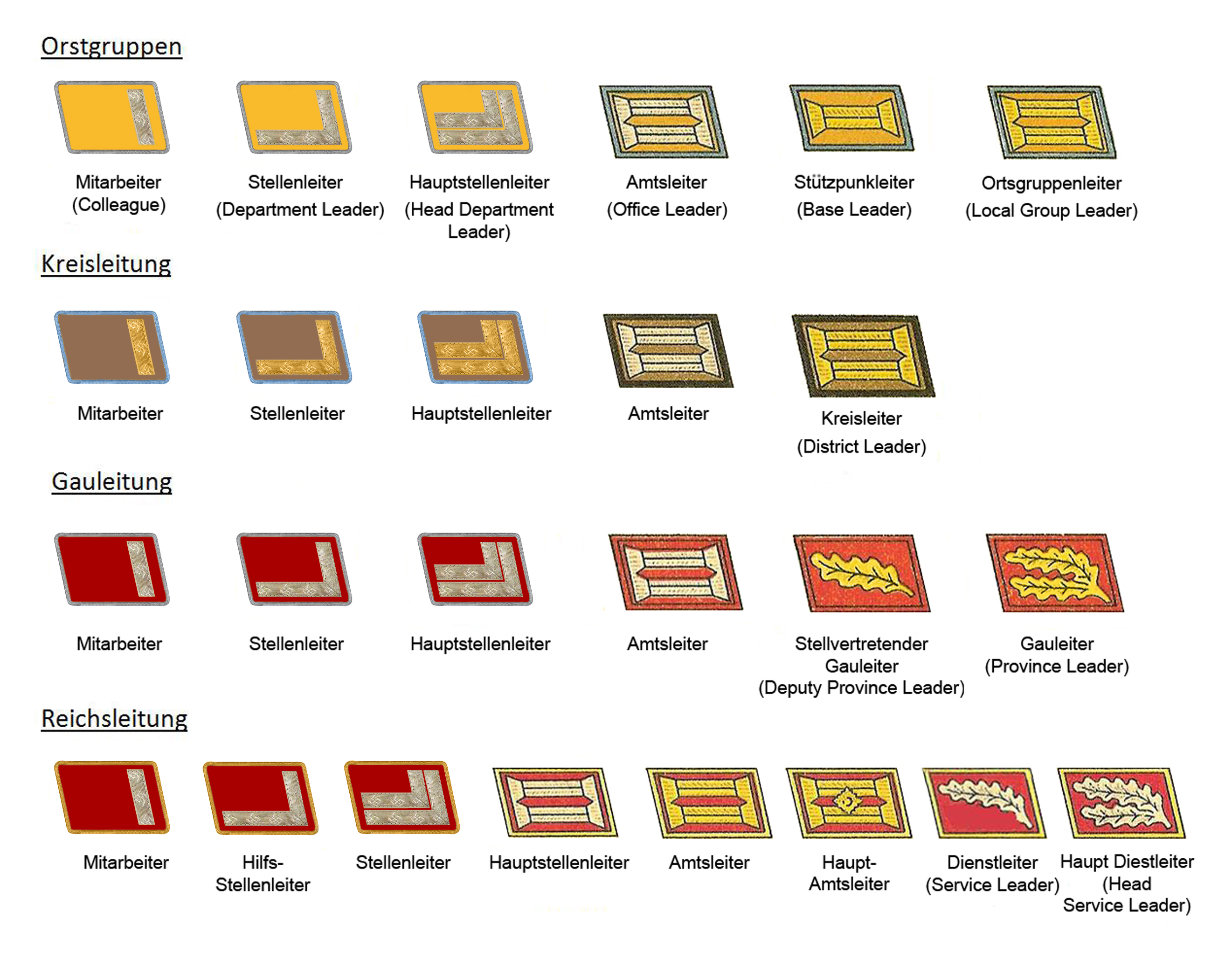
Rangos políticos del Partido Nacionalsocialista (1934-1938).

En total, las siguientes fueron las principales filas del personal político nazi utilizadas entre 1933 y 1939:
- Mitarbeiter
- Hilfs-Stellenleiter
- Stellenleiter
- Hauptstellenleiter
- Amtsleiter
- Hauptamtsleiter
- Dienstleiter
- Hauptdienstleiter

Los rangos del liderazgo político fueron los siguientes:
- Stützpunktleiter
- Ortsgruppenleiter
- Kreisleiter
- Stellvertreter Gauleiter
- Gauleiter
- Reichsleiter

Otras adiciones incluyeron la creación de varios títulos posicionales, que no eran rangos reales sino meramente títulos que un líder político del Partido NS podría tener además de su propio rango formal. En este momento no existía ningún sistema externo para denotar estos títulos especiales, aparte de la correspondencia verbal y escrita. Esto cambiaría en 1939 con la creación del sistema de brazaletes del Partido Nazi.
Los títulos posicionales anteriores a la guerra incluían:
- Blockleiter (Líder de Bloque)
- Unterabteilungsleiter (Líder de Sección Menor)
- Abteilungsleiter (Líder de Sección)
- Zellenleiter (Líder de Célula)

El sistema de rangos del Partido Nacionalsocialista adoptado en 1934 permanecería sin cambios durante el resto de los años treinta. No fue hasta 1939, al comienzo de la Segunda Guerra Mundial, que las filas del Partido cambiarían nuevamente por última vez.

## Rangos nacionalsocialistas durante la Segunda Guerra Mundial
El patrón final de los rangos del Partido Nazi fue diseñado en 1938 por Robert Ley, quien personalmente supervisó el desarrollo de las insignias del Partido Nazi a través de su posición como Líder de la Organización del Reich del NSDAP, y entró en vigencia a mediados de 1939. El nuevo patrón de insignias fue una amplia revisión de los diseños anteriores, comenzando con un conjunto estandarizado de veintiocho rangos del Partido Nazi que debían ser uniformes en todos los niveles del Partido. Para denotar la pertenencia a un "nivel" particular del Partido Nazi (local, del condado, regional o nacional) se mostraría un color particular en el que luego se mostraría la insignia de rango real.

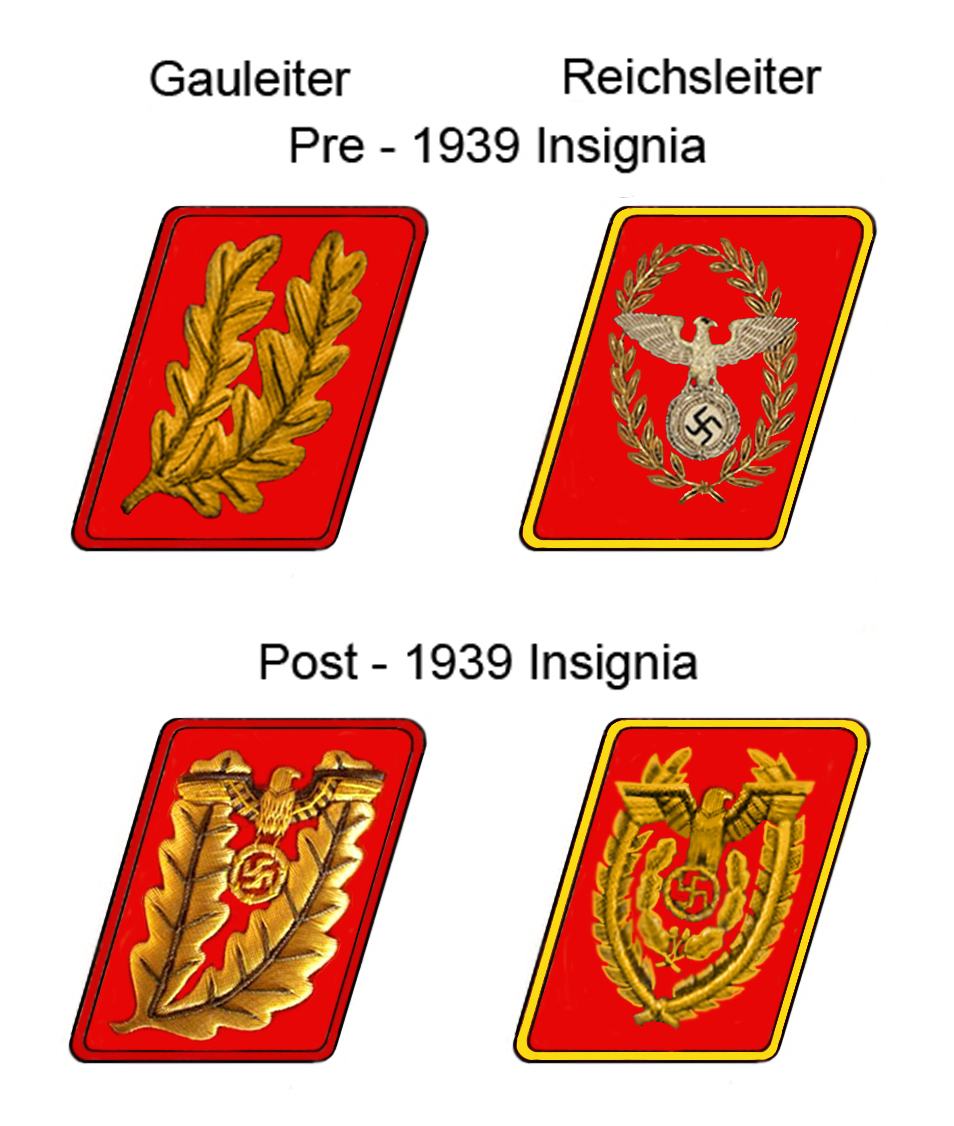
La insignia de rango para Gauleiter y Reichsleiter, antes y después del cambio de insignia de 1939.

Este nuevo diseño tenía la intención de eliminar la manera en que los diferentes niveles del Partido Nacionalsocialista se separaban y permitir el mando en todas las líneas del Partido. Por ejemplo, un Abschnittsleiter (Líder de Sección) en el nivel de Ortsgruppen (local) ahora sería superior en rango y podría emitir directivas a un rango menor, como un Arbeitsleiter (Líder de Trabajo), incluso si el rango menor se desempeñara en un escalón más alto de Partido Nazi, como en el nivel Gau (Regional) o Reich (Nacional). La amplia gama de nuevos rangos también permitió una aparición militar en el Partido Nazi, en particular durante la Segunda Guerra Mundial, cuando los líderes políticos estaban exentos del servicio militar. Más rangos también implicaron más oportunidades de promoción y sirvieron como un medio para distinguir a líderes políticos altamente exitosos de otros que podrían ocupar el mismo puesto en el Partido Nazi.
Dentro de cada nivel del Partido, había un límite en el rango más alto posible que uno podría alcanzar. Los jefes de los niveles más bajos, el Ortsgruppenleiter y el Kreisleiter, ahora tenían los rangos estándar del Partido Nazi además de sus títulos de liderazgo. Las posiciones de Gauleiter y Reichsleiter tenían su propia insignia especial y estas dos posiciones se consideraron fuera del nivel de promoción y estaban disponibles solo por cita directa de Hitler. Gauleiters y Reichsleiters también superaron a todos los demás miembros del Partido, independientemente de los rangos estándar del Partido Nazi. Así, el rango más alto posible en cada nivel del Partido fue el siguiente:
| Nivel de Partido | Color          | Rango más alto       | Traducción               |
| Ortsgruppen      | Amarillo claro | Oberabschnittsleiter | Líder de Sección Menor   |
|                  |                |                      |                          |
| Kreisleitung     | Marrón oscuro  | Dienstleiter         | Líder de Servicio        |
|                  |                |                      |                          |
| Gauleitung       | Naranja        | Oberbefehlsleiter*   | Líder de Mando Superior  |
|                  |                |                      |                          |
| Reichsleitung    | Rojo oscuro    | Hauptbefehlsleiter** | Líder de Mando Principal |

(*) El rango de Gauleiter fue el de mayor rango del nivel Gau pero fuera del nivel de promoción regular. (**) El rango de Reichsleiter fue el de mayor rango del nivel del Reich pero fuera del nivel de promoción regular.
Entre 1939 y 1942, estas nuevas regulaciones de uniformes se implementaron con lentitud y los líderes del Partido Nazi pueden verse con frecuencia en pruebas fotográficas con insignias anteriores a 1939, después de que Ley introdujera el patrón final de insignias. No fue hasta 1943 cuando la mayoría de los miembros del Partido Nazi se habían convertido completamente a los nuevos patrones de insignias.
Al comienzo de la Segunda Guerra Mundial, las instituciones militares vinculadas al Partido Nazi también habían estado expandiendo y desarrollando sus propios diseños de uniformes, como los uniformes e insignias de las SS, así como los uniformes utilizados por otros grupos como el Cuerpo de Motoristas Nacionalsocialistas (NSKK). La Organización Todt, y muchas otras. Además, como el Partido Nazi y el gobierno alemán se convirtieron en el mismo, cada ministerio alemán tuvo la opción de desarrollar un uniforme estandarizado y un código de vestimenta con un empleado del estado que también tenía la opción de usar un uniforme de partido nazi, un uniforme de un grupo militar nazi (como las SS o las SA) o (si la persona era reservista del Ejército) un uniforme del Heer. Esto creó una variedad extremadamente confusa de títulos, rangos y uniformes, lo que también ha causado dificultades históricas para determinar las diversas posiciones y títulos que los miembros superiores del gobierno alemán tenían.

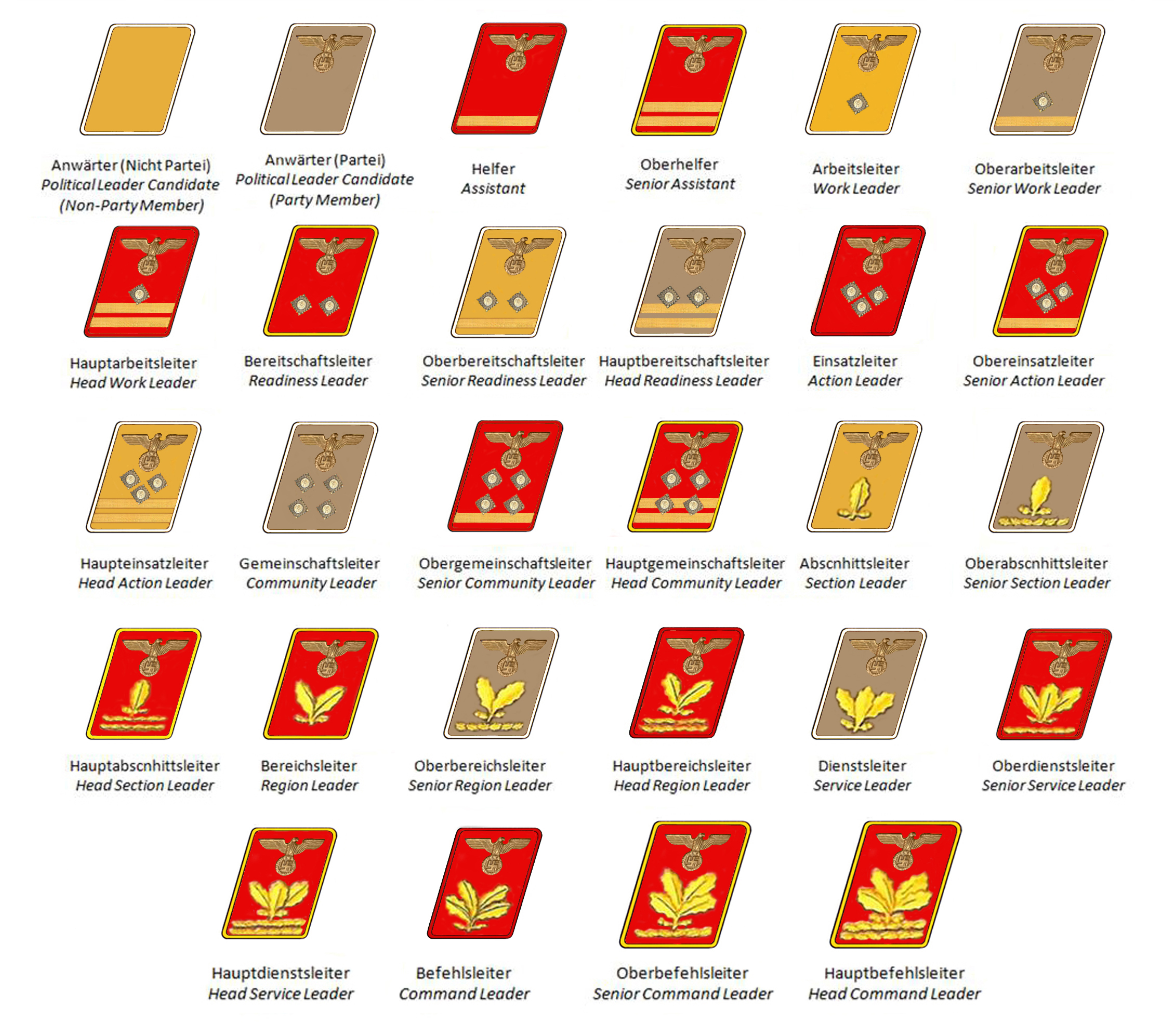
El patrón final de las insignias de rango del Partido Nacionalsocialista, utilizado desde 1939 hasta 1945.

Además del conjunto de títulos y rangos nazis, también existía el gobierno original de Alemania para incluir posiciones históricas como Burgermeister (alcalde de ciudad). Esos individuos también podrían tener el equivalente aproximado de una posición del Partido Nazi o estar desconectados del Partido. A través del proceso Gleichschaltung, los funcionarios nazis coexistían con las autoridades del gobierno local y el gobierno local existía de facto para los diseños nazis.

### Sistema de brazaletes
El "sistema de brazaletes" fue instituido por el Partido Nazi en 1939, al mismo tiempo que los rangos de liderazgo político se expandieron a su forma final. El propósito del sistema de brazalete era denotar títulos posicionales dentro del Partido Nazi en contraste con el rango político de un miembro del partido.
Había tres agrupaciones de brazaletes, clasificados como "operacionales", "administrativos" y "comando". Los brazaletes operacionales fueron utilizados por los líderes políticos del Partido Nazi a nivel local y de condado y fueron usados por los líderes del Partido directamente involucrados en la implementación de las políticas del Partido al público. Durante la Segunda Guerra Mundial, esto se asociaba más a menudo con el racionamiento de alimentos, los esfuerzos de ayuda a la guerra y la defensa civil.
Los brazaletes administrativos fueron usados por el personal de oficina en todos los niveles del partido, aunque en su mayoría fueron utilizados por el personal regional de los Gauleiters. El tercero, y menos común de los brazaletes, fueron los utilizados por los Gauleiters Delegados, los Gauleiters y Reichsleiters.
Los brazaletes del Partido Nazi estaban destinados a su implementación inmediata luego del estallido de la Segunda Guerra Mundial en 1939, aunque no fue hasta 1943 que el sistema tuvo un efecto total. Incluso entonces, la evidencia fotográfica revela que no era raro que algunos líderes políticos simplemente usaran el brazalete con esvástica desnuda anterior a 1939, con algunas fotografías hasta 1945 que revelaban que los líderes políticos no llevaban puesto el brazalete nacionalsocialista apropiado.

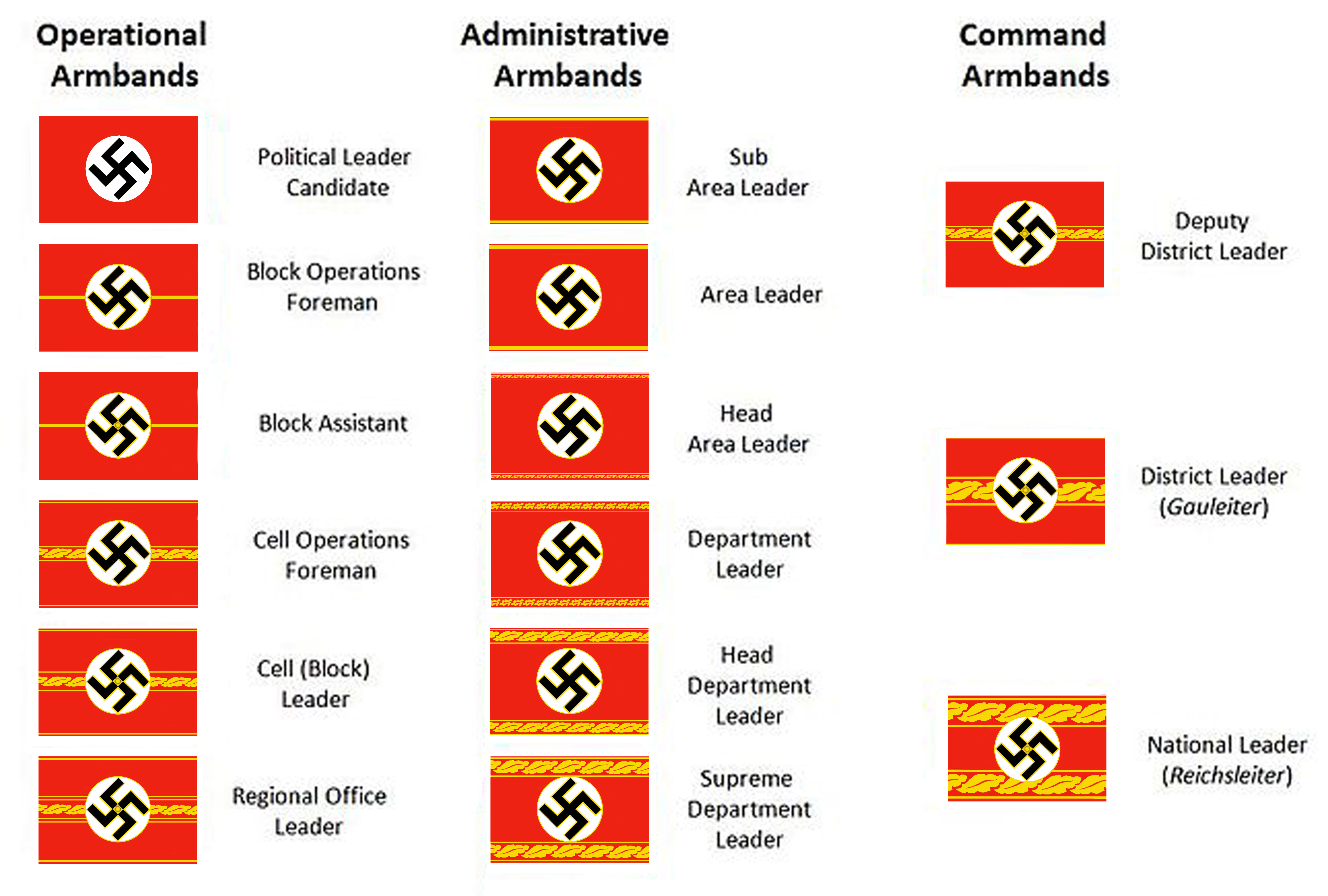
Brazaletes políticos del Partido Nacionalsocialista (1943).

Al combinar las pestañas y el brazalete político de un usuario, fue posible determinar exactamente cuál era su posición y responsabilidades dentro del cuerpo de líderes políticos del Partido; El sistema de brazaletes también se usó para diferenciar a los líderes del Partido que podían haber tenido los mismos rangos políticos, pero se les había encomendado responsabilidades muy diferentes. Por ejemplo, un Hauptbereichsleiter que servía como Kreisleiter de un condado alemán, usaría un brazalete más elaborado que un miembro del Partido Nazi del mismo rango que estaba en el personal administrativo de un Gauleitung.
A nivel local del Partido Nazi, los brazaletes políticos se usaban a menudo para denotar a los NS que ocupaban los cargos de Blockleiter y Zellenleiter. Otra posición política, única únicamente en el nivel local del Partido Nazi, fue la de Betriebsobmann, que era un tipo de posición dentro del sindicato. En el nivel superior de los brazaletes operacionales había un brazalete único usado tanto por el Ortsgruppenleiter como por el Kreisleiter.
Los brazaletes administrativos se utilizaron en todos los niveles del Partido Nacionalsocialista, comenzando con la posición de Mitarbeiter, que era una posición de todo el personal que abarcaba una amplia variedad de funciones. Mitarbeiter había sido un rango político antes de 1939, después de lo cual el rango fue eliminado del Partido Nazi, pero sobrevivió como una posición política. Los líderes de la oficina (Amtsleiters y Stellenleiters) llevaban brazaletes administrativos de liderazgo, de los cuales había ocho niveles de jerarquía. En total, las oficinas políticas nazis, denotadas por brazaletes especiales, fueron las siguientes:
- Hilfssachgebiet – Área Administrativa Auxiliar
- Sachgebiet – Área Administrativa
- Hilfsstelle – Área Auxiliar
- Stelle – Área
- Hauptstelle – Sede
- Amtes – Oficina
- Hauptamtes – Sede de Oficina
- Oberst Amtes – Oficina Suprema

Un líder de una oficina política era conocido como Leiter seguido del nombre de la oficina. Por ejemplo, Leiter eines Sachgebietes indicaría al líder de una oficina del área administrativa.
Los brazaletes de mando coincidían directamente con las posiciones de Gauleiter y Reichsleiter, cada uno de los cuales se denotaba por su propio brazalete único. La posición política del Gauleiter Delegado (Stellvertreter Gauleiter) fue eliminada como rango político en 1939 (explicando por qué no había una insignia de Gauleiter de "una hoja" durante la Segunda Guerra Mundial), pero sobrevivió como un brazalete político que denota su condición de Líder Regional Adjunto.
Los brazaletes operativos, administrativos y de comando se utilizaron en todos los niveles del Partido Nazi (Local, del Condado, Regional y Nacional) y algunos brazaletes se aplicaron a múltiples niveles simultáneamente y otros específicos a un nivel de Partido en particular. Además, dependiendo de los deberes específicos del líder político en cuestión, un brazalete particular podría implicar un título posicional alternativo. Cuando se combina con el rango político de los miembros del partido, esta mezcla de títulos políticos y posiciones alternativas dio lugar a una confusa variedad de títulos y nomenclatura.
La distribución de varios brazaletes políticos, con la designación primaria en primer lugar, fue la siguiente:

| Designación de brazalete       | Orstgruppen (Local)                                                                           | Kreisleitung (Distrito)                                                                       | Gauleitung (Regional)                                                                         | Reichsleitung (Nacional)                                                                      |                                                                                               |
| Operacional                    |                                                                                               |                                                                                               |                                                                                               |                                                                                               |                                                                                               |
| Candidato a Líder Político     | Politische Leiter Anwärter                                                                    | Politische Leiter Anwärter                                                                    | Politische Leiter Anwärter                                                                    | Politische Leiter Anwärter                                                                    |                                                                                               |
|                                |                                                                                               | Sonderbeauftragter                                                                            |                                                                                               |                                                                                               |                                                                                               |
|                                |                                                                                               |                                                                                               |                                                                                               |                                                                                               |                                                                                               |
| Jefe de Operaciones de Bloque  | Betriebsblockobmann                                                                           |                                                                                               |                                                                                               |                                                                                               |                                                                                               |
|                                |                                                                                               |                                                                                               |                                                                                               |                                                                                               |                                                                                               |
| Asistente de Bloque            | Blockhelfer Betriebsobmann (A)                                                                |                                                                                               |                                                                                               |                                                                                               |                                                                                               |
|                                |                                                                                               |                                                                                               |                                                                                               |                                                                                               |                                                                                               |
| Jefe de Operaciones Locales    | Betriebszellenobmann Hauptbetriebszellenobmann                                                |                                                                                               |                                                                                               |                                                                                               |                                                                                               |
|                                |                                                                                               |                                                                                               |                                                                                               |                                                                                               |                                                                                               |
| Líder de Bloque/Célula         | Blockleiter Betriebsobmann (B) Zellenleiter Betriebsobmann (C & D) Hauptbetriebsobmann        |                                                                                               |                                                                                               |                                                                                               |                                                                                               |
|                                |                                                                                               |                                                                                               |                                                                                               |                                                                                               |                                                                                               |
| Líder de Oficina Regional      | Ortsgruppenleiter                                                                             | Kreisleiter                                                                                   |                                                                                               |                                                                                               |                                                                                               |
|                                |                                                                                               |                                                                                               |                                                                                               |                                                                                               |                                                                                               |
| Administrativo                 |                                                                                               |                                                                                               |                                                                                               |                                                                                               |                                                                                               |
| Líder de Subárea               | Mitarbeiter Leiter eines Hilfssachgebietes Leiter eines Sachgebietes Leiter eines Hilfsstelle | Mitarbeiter Leiter eines Hilfssachgebietes Leiter eines Sachgebietes Leiter eines Hilfsstelle | Mitarbeiter Leiter eines Hilfssachgebietes Leiter eines Sachgebietes Leiter eines Hilfsstelle | Mitarbeiter Leiter eines Hilfssachgebietes Leiter eines Sachgebietes Leiter eines Hilfsstelle | Mitarbeiter Leiter eines Hilfssachgebietes Leiter eines Sachgebietes Leiter eines Hilfsstelle |
|                                |                                                                                               |                                                                                               |                                                                                               |                                                                                               |                                                                                               |
|                                | Blockwalter Blockobmann                                                                       |                                                                                               |                                                                                               |                                                                                               |                                                                                               |
|                                |                                                                                               |                                                                                               |                                                                                               |                                                                                               |                                                                                               |
| Líder de Área                  | Leiter eine Stelle                                                                            | Leiter eine Stelle                                                                            | Leiter eine Stelle                                                                            | Leiter eine Stelle                                                                            | Leiter eine Stelle                                                                            |
|                                | Zellenwalter Zellenobmann                                                                     |                                                                                               |                                                                                               |                                                                                               |                                                                                               |
|                                |                                                                                               |                                                                                               |                                                                                               |                                                                                               |                                                                                               |
| Líder de Sede                  | Leiter einer Hauptstelle                                                                      | Leiter einer Hauptstelle                                                                      | Leiter einer Hauptstelle                                                                      | Leiter einer Hauptstelle                                                                      | Leiter einer Hauptstelle                                                                      |
|                                |                                                                                               |                                                                                               |                                                                                               |                                                                                               |                                                                                               |
| Líder del Departamento         | Leiter eines Amtes                                                                            | Leiter eines Amtes                                                                            | Leiter eines Amtes                                                                            | Leiter eines Amtes                                                                            | Leiter eines Amtes                                                                            |
|                                |                                                                                               |                                                                                               |                                                                                               |                                                                                               |                                                                                               |
| Líder de la Sede Departamental | Leiter eines Hauptamtes                                                                       | Leiter eines Hauptamtes                                                                       | Leiter eines Hauptamtes                                                                       | Leiter eines Hauptamtes                                                                       | Leiter eines Hauptamtes                                                                       |
|                                |                                                                                               |                                                                                               |                                                                                               |                                                                                               |                                                                                               |
| Líder de Departamento Supremo  |                                                                                               |                                                                                               |                                                                                               | Leiter eines Oberst Amtes                                                                     |                                                                                               |
|                                |                                                                                               |                                                                                               |                                                                                               |                                                                                               |                                                                                               |
| Mando                          |                                                                                               |                                                                                               |                                                                                               |                                                                                               |                                                                                               |
|                                |                                                                                               |                                                                                               |                                                                                               |                                                                                               |                                                                                               |
| Líder de Distrito Delegado     |                                                                                               |                                                                                               | Stellvertreter Gauleiter                                                                      |                                                                                               |                                                                                               |
|                                |                                                                                               |                                                                                               |                                                                                               |                                                                                               |                                                                                               |
| Líder de Distrito              |                                                                                               |                                                                                               | Gauleiter                                                                                     |                                                                                               |                                                                                               |
|                                |                                                                                               |                                                                                               |                                                                                               |                                                                                               |                                                                                               |
| Líder Nacional                 |                                                                                               |                                                                                               |                                                                                               | Reichsleiter                                                                                  |                                                                                               |

## Títulos superiores del Partido Nacionalsocialista

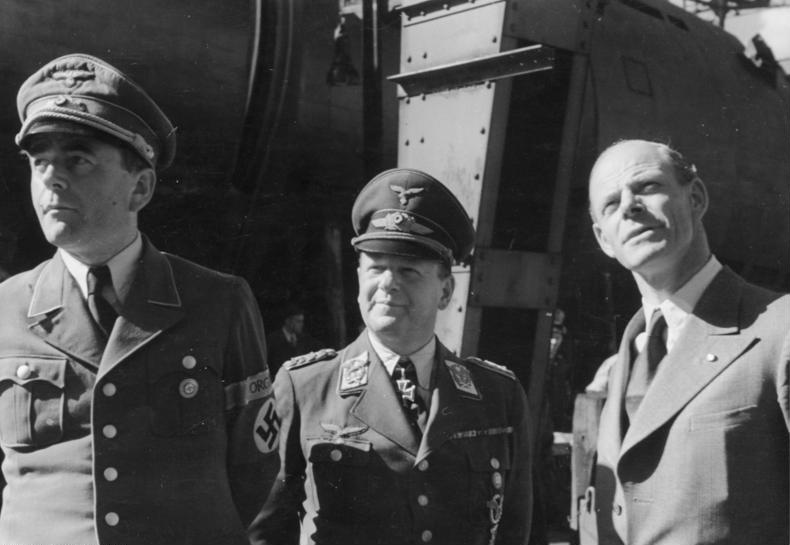
Albert Speer (extremo izquierdo) vistiendo el uniforme de la Organización Todt. Speer, quien fue Hauptdienstleiter en el NSDAP, eligió usar un uniforme con insignias pequeñas en lugar de un uniforme completo del Partido NS.

Los altos cargos del Partido Nacionalsocialista Obrero Alemán fueron removidos intencionalmente de las filas políticas del Partido Nazi, con tales líderes superiores indiscutiblemente por encima y superando a todos los demás miembros del Partido. Este concepto ha sido comparado por los historiadores. De que el liderazgo fue el "resorte" a partir del cual se otorgaron las promociones, rangos y premios nazis, que se otorgaría a los miembros menores del Partido. Bajo este concepto, Adolf Hitler y su círculo íntimo no necesitaban grandes títulos, montones de premios o uniformes elaborados, ya que ya eran conocidos como los miembros más importantes del estado y del partido. Es por esta razón que Hitler y sus principales colaboradores son vistos con frecuencia en pruebas fotográficas y cinematográficas usando uniformes con insignias pequeñas o uniformes sin decoraciones excesivas. Esto distingue a Hitler de otros dictadores de la época, como Benito Mussolini, quien se nombró a sí mismo Primer Mariscal del Imperio y llevaba un uniforme militar italiano completo con muchas decoraciones estatales y militares en exhibición.
Adolf Hitler, quien se desempeñó como Führer de la Alemania Nacionalsocialista, ocupó el puesto más alto posible del Partido Nacionalsocialista. Albert Speer (en su libro Dentro del Tercer Reich) comentó que Hitler era el único miembro del grupo que usaba un "Pin del Águila Soberana" bordado en sus chaquetas civiles (todos los demás miembros que llevaban la insignia del Partido), aunque el diseño de la chaqueta sí se diferenciaba de otras chaquetas civiles de la época. Esta "Insignia del Führer" fue la única insignia única creada para denotar el rango de Hitler como Führer.

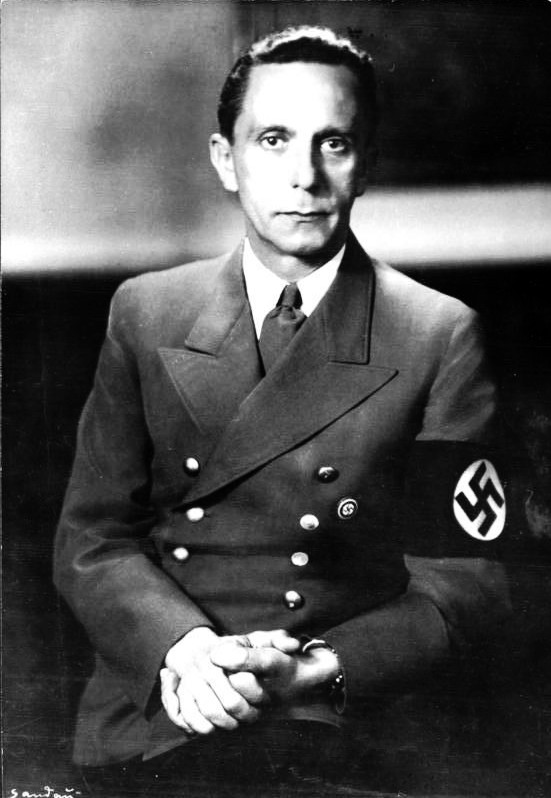
El uniforme estándar de Joseph Goebbels, que consistía en una guerrera o blusa marrón del Partido Nacionalsocialista, sin insignias, y un brazalete con la esvástica desnuda. Este uniforme genérico estilo "catch-all" fue usado por muchos de los principales jerarcas del Tercer Reich que ocupaban cargos de nivel de gabinete y ministerio en el gobierno alemán.

Antes de 1939, Hitler llevaba un uniforme del partido marrón, considerado el uniforme de Oberster SA-Führer (Comandante Supremo de la Sección de Asalto SA). Al estallar la Segunda Guerra Mundial, Hitler adoptó un uniforme gris de estilo militar como el del Heer (Ejército Alemán), pero con corbata negra, camisa blanca y sin ninguna insignia particular como galones o presillas, utilizando únicamente un águila dorada o reichsadler en el brazo izquierdo, con Hitler prometiendo que él era el "primer soldado" del Reich alemán y usaría su uniforme de estilo militar hasta que "se haya logrado la victoria o no sobreviviré al desenlace".
Heinrich Himmler era un miembro importante del Partido Nacionalsocialista Obrero Alemán y es más conocido como Reichsfuhrer-SS; como resultado, la mayor parte de la vestimenta de Himmler está conectada a su uniforme de las SS. Además de ser Reichsführer-SS y Reichsleiter, hacia el final de la Segunda Guerra Mundial, ocupó numerosos cargos de alto nivel, incluido el de Comandante del Ejército de Reemplazo y General Plenipotenciario para toda la administración del Reich (Generalbevollmächtigter für die Verwaltung). Sin embargo, Himmler nunca eligió usar un uniforme del partido y en todas las fotografías suyas aparece con ropa civil o en su uniforme de las SS.
Otras altas posiciones nacionalsocialistas, que no tenían ninguna insignia particular, incluían la oficina del Delegado del Führer de Rudolf Hess hasta que él personalmente voló su avión de combate Messerschmitt Bf 110 a Escocia y se estrelló en Eaglesham en 1941. Fue capturado, encarcelado y luego enviado a Inglaterra. La oficina del Delegado del Führer fue posteriormente abolida.
Martin Bormann obtuvo el título de secretario del partido, tiempo durante el cual vestía el uniforme de un Reichsleiter. Más tarde, Bormann ocuparía cargos a nivel de gabinete en el gobierno alemán, y después de recibir su pertenencia (honoraria) a las SS, llevaba la insignia de un SS-Obergruppenführer (general de las SS). Albert Speer, en sus primeros años como Arquitecto del Partido, llevaba una guerrera o blusa marrón del Partido Nacionalsocialista similar al uniforme sin insignias que Joseph Goebbels usaba a lo largo de su carrera como Ministro de Propaganda. En cuanto a Speer, más tarde adoptaría el uniforme de la Organización Todt, y hacia el final de la Segunda Guerra Mundial llevaba un uniforme político de alto nivel del Partido a través de su cargo como Ministro de Armamento.
Algunos de los NS veteranos se incorporaron al sistema de clasificación estándar del Partido, pero solo en los niveles más altos. Robert Ley ocupó el cargo de Reichsleiter y Julius Streicher era Gauleiter. Hermann Göring está más asociado con su rango de Reichsmarshal (mariscal del imperio), pero también fue Gruppenführer en las SA, así como el equivalente de Reichsleiter a través de su cargo como Director del Plan Cuatrienal.

## Tablas comparativas
En su forma más simple, la estructura de mando del Partido Nacionalsocialista se dividió en cuatro niveles básicos: la membresía general conocida como Parteimitglieder, el cuerpo de liderazgo político conocido como Politische Leiters, los niveles de mando superiores del Partido abarcados por los Gauleiters y Reichsleiters, y finalmente, la posición de Führer, ocupada únicamente por Adolf Hitler como líder supremo del Partido, y de todo el Estado alemán conocido como Tercer Reich (una posición de Delegado del Führer también existió hasta 1941).

### Rangos políticos
Aparte de esta organización básica, las filas políticas del Partido Nazi se expandieron durante un período de veinticinco años en una amplia gama de nomenclaturas denotadas por una gran cantidad de insignias y posiciones. Desde 1930 en adelante, esto abarcó los rangos políticos, divididos en los siguientes períodos de tiempo.

| Pre-1930                   | 1930-1932                 | 1933-1938                | 1939-1945                |
|                            |                           |                          | Anwärter (Nicht Partei)  |
| Mitglieder                 |                           |                          |                          |
|                            |                           |                          | Anwärter                 |
|                            |                           |                          | Helfer                   |
|                            |                           |                          | Oberhelfer               |
|                            | Blockwart                 | Mitarbeiter              | Arbeitsleiter            |
|                            |                           |                          | Oberarbeitsleiter        |
|                            |                           | Hilfs-Stellenleiter      | Hauptarbeitsleiter       |
|                            | Zellenwart                | Stellenleiter            | Bereitschaftsleiter      |
|                            |                           | Hauptstellenleiter       | Oberbereitschaftsleiter  |
|                            |                           |                          | Hauptbereitschaftsleiter |
|                            |                           | Amtsleiter               | Einsatzleiter            |
|                            |                           |                          | Obereinsatzleiter        |
|                            |                           |                          | Haupteinsatzleiter       |
|                            |                           | Stützpunktleiter         | Gemeinschaftsleiter      |
|                            |                           |                          | Obergemeinschaftsleiter  |
|                            |                           |                          | Hauptgemeinschaftsleiter |
| Politischer Leiter         | Ortsgruppenleiter         | Ortsgruppenleiter        | Abschnittsleiter         |
|                            |                           |                          | Oberabschnittsleiter     |
|                            |                           |                          | Hauptabschnittsleiter    |
| Kreisleiter                | Kreisleiter               | Kreisleiter              | Bereichsleiter           |
|                            |                           |                          | Oberbereichsleiter       |
|                            |                           | Hauptamtsleiter          | Hauptbereichsleiter      |
|                            |                           | Dienstleiter             |                          |
|                            |                           |                          | Oberdienstleiter         |
|                            |                           | Hauptdienstleiter        |                          |
|                            |                           |                          | Befehlsleiter            |
|                            |                           |                          | Oberbefehlsleiter        |
| Stellvertreter Gauleiter   | Stellvertreter Gauleiter  | Stellvertreter Gauleiter | Hauptbefehlsleiter       |
| Gauleiter                  |                           |                          |                          |
|                            | Landesinspekteur          |                          |                          |
|                            | Reichsinspekteur          |                          |                          |
|                            | Reichsorganisationsleiter | Reichsleiter             | Reichsleiter             |
| Stellvertreter des Führers |                           |                          |                          |
| Der Führer                 |                           |                          |                          |

### Rangos y posiciones del Partido
| Rangos y posiciones en el Partido Nacionalsocialista |                         |                                                                                                   |
| Rango de Partido                                     | Equivalencia en el Heer | Posición en el Partido                                                                            |
| Reichsleiter                                         | Generalfeldmarschall    | Liderazgo Mayor                                                                                   |
| Gauleiter                                            | Generaloberst           | Gauleiter                                                                                         |
| Hauptbefehlsleiter                                   | Generaloberst           | Posiciones Administrativas Superiores                                                             |
| Oberbefehlsleiter                                    | General                 | Posiciones Administrativas Superiores                                                             |
| Befehlsleiter                                        | Generalleutnant         | Posiciones Administrativas Superiores                                                             |
| Hauptdienstleiter                                    | Generalmajor            | Posiciones Administrativas Superiores                                                             |
| Oberdienstleiter                                     | Oberst                  | Posiciones Administrativas Superiores                                                             |
| Dienstleiter                                         | Oberstleutnant          | Kreisleiter Líder de Área                                                                         |
| Hauptbereichsleiter                                  | Oberstleutnant          | Kreisleiter Líder de Área                                                                         |
| Oberbereichsleiter                                   | Oberstleutnant          | Kreisleiter Líder de Área                                                                         |
| Bereichsleiter                                       | Major                   | Kreisleiter Líder de Área                                                                         |
| Hauptabschnittsleiter                                | Major                   | Kreisleiter Líder de Área                                                                         |
| Oberabschnittsleiter                                 | Major                   | Ortsgruppenleiter Líder de la Oficina Regional                                                    |
| Abschnittsleiter                                     | Hauptmann               | Ortsgruppenleiter Líder de la Oficina Regional                                                    |
| Hauptgemeinschaftsleiter                             | Hauptmann               | Ortsgruppenleiter Líder de la Oficina Regional                                                    |
| Obergemeinschaftsleiter                              | Hauptmann               | Ortsgruppenleiter Líder de la Oficina Regional                                                    |
| Gemeinschaftsleiter                                  | Oberleutnant            | Ortsgruppenleiter Líder de la Oficina Regional                                                    |
| Haupeinsatzleiter                                    | Oberleutnant            | Zellenleiter Líder de Unidad                                                                      |
| Obereinsatzleiter                                    | Leutnant                | Zellenleiter Líder de Unidad                                                                      |
| Einsatzleiter                                        | Leutnant                | Blockleiter, Zellenleiter Líder de Bloque, Líder de Unidad                                        |
|                                                      |                         |                                                                                                   |
| Hauptbereitschaftsleiter                             | Stabsfeldwebel          | Zellenwalter, Blockleiter, Zellenleiter Jefe de Operaciones Locales, Líder de Bloque, Líder Local |
| Oberbereitschaftsleiter                              | Oberfeldwebel           | Zellenwalter, Blockleiter Jefe de Operaciones Locales, Líder de Bloque                            |
| Bereitschaftsleiter                                  | Feldwebel               | Zellenwalter, Blockleiter Jefe de Operaciones Locales, Líder de Bloque                            |
| Hauptarbeitsleiter                                   | Unteroffizier           | Blockwalter, Zellenwalter Jefe de Operaciones de Bloque, Jefe de Operaciones Locales              |
| Oberarbeitsleiter                                    | Obergefreiter           | Blockwalter Jefe de Operaciones de Bloque                                                         |
| Arbeitsleiter                                        | Gefreiter               | Blockhelfer, Blockwalter Asistente de Bloque, Jefe de Operaciones de Bloque                       |
| Oberhelfer                                           | Obergrenadier           | Blockhelfer                                                                                       |
| Helfer                                               | Grenadier               | --                                                                                                |
| Anwärter                                             | Grenadier               | --                                                                                                |